# 更級日記

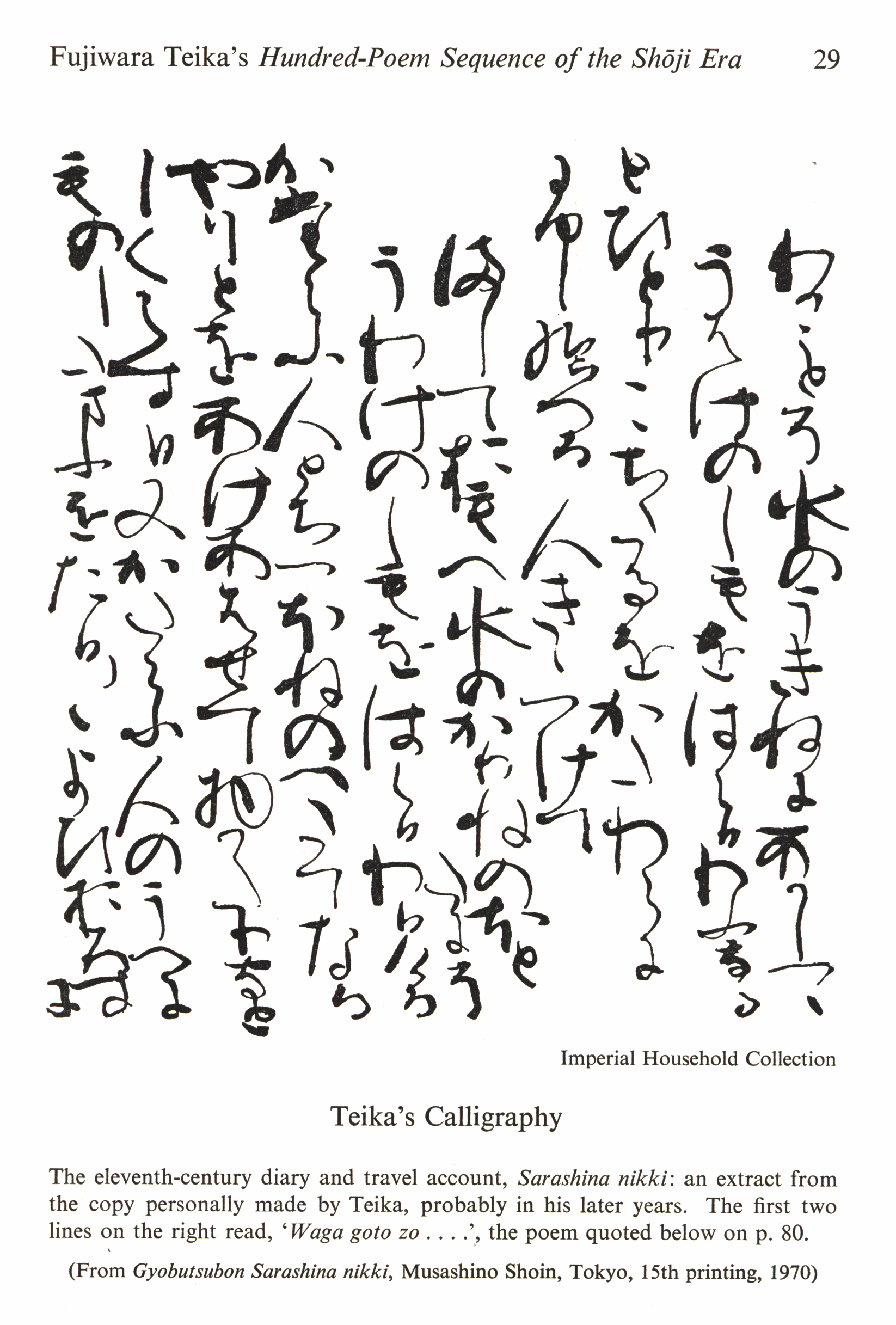
藤原定家の書写、80丁

『更級日記』（さらしなにっき）は、平安時代中期頃に書かれた回想録。作者は菅原道真の5世孫にあたる菅原孝標の次女・菅原孝標女。母の異母姉は『蜻蛉日記』の作者・藤原道綱母である。夫の死を悲しんで書いたといわれている。作者13歳（数え年）の寛仁4年（1020年）から、52歳頃の康平2年（1059年）までの約40年間が綴られている。全1巻。『蜻蛉日記』『紫式部日記』などと並ぶ平安女流日記文学の代表作の一に数えられる。江戸時代には広く流通して読まれた。

## 内容
東国・上総の国府（市原郡、(現在の千葉県市原市）にあったと考えられている）に任官していた父・菅原孝標の任期が終了したことにより、寛仁4年（1020年）9月に上総から京の都（現在の京都市）へ帰国（上京）するところから起筆する。『源氏物語』を読みふけり、物語世界に憧憬しながら過ごした少女時代、度重なる身内の死去によって見た厳しい現実、祐子内親王家への出仕、30代での橘俊通との結婚と仲俊らの出産、夫の下野や信濃への単身赴任そして康平元年秋の夫の病死などを経て、子供たちが巣立った後の孤独の中で次第に深まった仏教傾倒までが平明な文体で描かれている。執筆形態としてはまとめて書いたのだろうと言われている。
『源氏物語』について最も早い時期から言及していたとされ、貴重な資料となっている。『光源氏物語本事』に伝えられる、定家本にはない逸文からは譜と呼ばれる、おそらく注釈書のようなものの存在も知られる。

## 書名
書名の「更級」（更科）は、作中の「月も出でで闇にくれたる姨捨になにとて今宵たづね来つらむ」の歌が、『古今和歌集』の一首「わが心慰めかねつ更級や姨捨山に照る月を見て（雑歌上、よみ人しらず）」を本歌取りしていることに由来すると言われている。作中に「更級」の文言は無い。
御物本（後述）の外題に「更級日記」とあるが、それ以前に題があったかどうかは不明である。

## 写本と錯簡
東山御文庫に伝えられてきた 藤原定家による写本、通称「御物本」が現存する。他の現存する写本は全て御物本の系統である。すなわち異本の類は一切なく、その点において例外的な古典である。一方で以下に書くように、定家以前にも一部（もしくは全体）が写された事があり、断片的には定家本以外のテキストも知られる。
いつしか御物本は順序を誤って綴じられていて（錯簡）、他の写本は全て、この錯簡を含む御物本に由来していたため正しい順番で読むことは困難だったが、大正13年（1924年）の御物本の発見に続き、佐佐木信綱と玉井幸助によって錯簡が発見および整理・訂正され、それ以降は正しく読めるようになった。　

## 文学的位置と評価
作者・孝標女は平安文化の全盛期に生を受け、成長とともに平安朝の栄華が少しずつ崩れてゆくのを経験しており、時代的にも個人的にも少女時代が一番良かったことになる。その少女時代の思い出に感傷の涙を流し、わびしい自己を支えているという趣きのため、この日記は正に時代の動向を反映しているといえる。この点、平安全盛期の最中に成り、作者の生涯を記していることで『更級日記』と共通する『蜻蛉日記』と比較して大きな違いが見られる。両日記の結末を比較してみると、『蜻蛉日記』は自分の運命を知って不可抗力の無言に入っているのに対し、『更級日記』は人生の寂寥を耐え忍び、少しばかり神秘的境地に落ち着いていると言える。描写という点で、『蜻蛉日記』はかなり写実的であり、写実に徹して象徴に入っている所も見えるが、『更級日記』は全くの印象描写である。もし『更級日記』にロマン精神が認められ、現実の彼方に永遠の思慕をよせているとするならば、思慕の方向は、これから創造されるものへの期待という前向きではなく、過去の彼方への愛惜という、後ろ向きの感傷ということになる。
現代におけるもう一面の評価として、冒頭五分の一ほどを占める「上洛の記」における旅の描写が、太日川（江戸川）渡河や太平洋とつながる水路「今切」ができる前の浜名湖などの様子をうかがえる歴史地理学や交通史の研究に寄与している。
菅原孝標女が生まれ育った上総国府があったと推定される千葉県市原市などは、旅立ちの日（旧暦9月3日、現在の暦で9月22日）から1000年となる2020年9月～10月、イベントや記念行事を展開した。  

## 外国語訳
2019年11月、ペルー日系人協会出版基金より、Hiroko Izumi ShimonoとIvan Pinto Romanによる、日本の古典から直接スペイン語に翻訳された、El diario de Sarashina（更科日記。ISBN:978-612-4397-04-2）が出版された。挿絵には、国宝「粉河寺縁起絵巻」などが用いられ大変美しい本である。  

## 構成
1. 上洛の記
2. 家居の記
3. 宮仕えの記
4. 物詣での記
5. 晩年の記

- 門出
- 太井川
- 竹芝寺
- 足柄山
- 富士川

- 梅の立ち枝
- 物語
- 大納言の姫君
- 野辺の笹原
- 東山なる所
- 子忍びの森
- 鏡のかげ

- 宮仕へ
- 春秋のさだめ

- 初瀬
- 修行者めきたれど
- 和泉

- 夫の死
- 後の頼み